# Maud Island
Maud Island (in der Maori-Sprache: Te Hoiere) ist eine kleine, zu Neuseeland gehörende Insel. Sie ist mit etwa 310 Hektar die zweitgrößte Insel in den Marlborough Sounds, einer Inselgruppe in der Cookstraße. Sie wird vom Department of Conservation verwaltet und gepflegt.

## Fauna
Auf Maud Island befindet sich ein Naturreservat von hoher zoologischer Bedeutung, zu dem nur Wissenschaftler und Naturschützer Zutritt haben. Besucher dürfen nur mit Ausnahmegenehmigung auf die Insel.
1974 konnte dank der Bemühungen des neuseeländischen Ornithologen Don Merton der Kakapo  hier eingeführt werden. Von den 125 Individuen dieser Spezies leben 17 auf Maud Island.
Auch die Südinseltakahe, eine seltene neuseeländische Ralle, wurde 1985 auf die raubtier- und rattenfreie Insel gebracht und hat hier eine zweite Heimat gefunden.
Eine weitere seltene Tierart auf dieser Insel ist der Pakeka oder Maud-Island-Frosch (Leiopelma pakeka), den man erst 1998 vom Hamilton-Frosch (Leiopelma hamiltoni) abgespalten hat und seitdem als eigene Art ansieht.